# Pneumotrabeculoplastica
La  pneumotrabeculoplastica  è un metodo non invasivo per abbassare in sicurezza la pressione oculare in occhi glaucomatosi. La tecnica consiste nel far diminuire la pressione oculare tramite la fuoriuscita di umor acqueo.

## Indicazioni
Si utilizza qualora i farmaci non abbiano portato alcun beneficio.